# سوفیا رودیوا
سوفیا رودیوا (به انگلیسی: Sofia Rudieva) (زاده ۱۵ نوامبر ۱۹۹۰ ) مدل اهل روسیه است.
او در سال ۲۰۰۹ دختر شایسته روسیه شد.